# Elfrico de Abingdon
Elfrico de Abingdon (em inglês antigo:  Ælfrīc), conhecido também como Elfrico de Wessex, foi um arcebispo de Cantuária do final do século X. Antes disso, havia sido abade na Abadia de Santo Albano e bispo de Ramsbury, além de provavelmente ter sido abade em Abingdon. Depois de sua eleição, manteve o bispado de Ramsbury até sua morte em 1005. É possível que Elfrico tenha alterado a composição do capítulo catedrático de Cantuária ao alterar o clero servindo na catedral de seculares para monges. Em seu testamento, deixou um navio para o rei Etelredo II da Inglaterra (Æthelred) e mais outros para vários legados.

## Primeiros anos
Elfrico era finlho de um earl de Kent e tornou-se monge na Abadia de Abingdon em Berkshire (moderno Oxfordshire), onde muito provavelmente foi abade antes de se tornar abade de Santo Albano por volta de 975, apesar de alguns historiadores não acreditarem no primeiro posto. Embora a "Historia Ecclesie Abbendonensis" ("História da Igreja de Abingdon"), nomear Elfrico como abade, as listas de abades não o citam. Uma corroboração indireta do fato é uma concessão de terras que haviam sido injustamente tomadas de Abingdon ao próprio Elfrico (e não ao cargo que ele exercia) quando ele próprio foi arcebispo. Estas terras reverteriam à abadia quando Elfrico morresse.

## Bispo e arcebispo
O irmão de Elfrico, Leofrico (Leofric), sucedeu-o como abade em Santo Albano quando, em algum momento entre 991 e 993, ele foi consagrado bispo de Ramsbury, mas é possível tamb´me que ele tenha continuado a ser abade enquanto bispo. Em 995, Elfrico foi elevado à sé de Cantuária e foi transladado para lá em 21 de abril de 995 durante um witenagemot realizado em Amesbury, no qual recebeu permissão do "rei Etelredo e todo o witan" Elfrico continuou sendo bispo em Ramsbury até sua morte. A história de que seu irmão teria sido escolhido primeiro e recusado deriva de uma confusão da parte de Mateus Paris e os historiadores modernos geralmente acreditam que o episódio todo é fictício.
A nomeação de Elfrico para a sé de Cantuária deixou consternado o clero do capítulo da catedral, que reagiu enviando dois membros a Roma à frente de Elfrico para tentarem assegurar o trono para um dos dois. O papa Gregório V, porém, recusou-se a nomear um candidato sem antes receber a permissão real, que nenhum dos dois monges tinha. Quando Elfrico chegou, em 997, foi nomeado e recebeu o pálio, o símbolo da autoridade do arcebispo. Ele também presenciou ali alguns milagres no túmulo de Eduardo, o Mártir, na Abadia de Shaftesbury, ajudando assim na canonização de Eduardo.
Conta-se uma história de que Elfrico teria introduzido monges no capítulo catedrático da Igreja de Cristo de Cantuária, substituindo o clero secular, encarregados da função desde o século IX, o que ele teria feito a pedido do papa. Esta história provavelmente originou-se logo depois da conquista normanda pelas mãos de historiadores monásticos em Cantuária e sua veracidade é incerta. É provável também que Elfrico tenha realizado a cerimônia de casamento do rei Etelredo com Ema da Normandia em 1002. Uma tradição posterior afirma que ele consagrou um bispo de Llandaff e dois bispos de St David's em Gales, o que, se for verdade, implicaria na extensão da jurisdição de Cantuária para novos territórios.
Elfrico ou seu predecessor, Sigerico (Sigeric), escreveu uma carta para Vulfino, bispo de Sherborne sobre o dever dos bispos de assegurar que leigos não espoliem igrejas. A carta também urgia Vulfino a exortar os leigos a lutarem pela justiça em suas relações mútuas, ajudarem as viúvas e órfãos, a não lutarem entre si e diversos outros preceitos morais. Elfrico também ordenou a composição da primeira "Vida de Dunstano", uma hagiografia de Dunstano, um antigo arcebispo de Cantuária. Finalmente, atuou ainda como juiz real depois de ter sido comandado pelo rei Etelredo julgar um caso entre nobres locais (tanos).

## Morte e legado
Elfrico morreu em 16 de novembro de 1005 e foi enterrado na Abadia de Abingdon, sendo depois transladado para a Catedral de Cantuária. De acordo com seu testamento, deixou navios para o povo de Wiltshire e Kent, e o seu melhor, equipado para sessenta homens, para o rei Etelredo. A hagiografia de Dunstano foi dedicada a Elfrico no final do século X.
Depois de sua morte, foi considerado santo e passou a ser festeja em 16 de novembro.